# NGC 4149
NGC 4149 је спирална галаксија у сазвежђу Велики медвед која се налази на NGC листи објеката дубоког неба.
Деклинација објекта је + 58° 18' 14" а ректасцензија 12h 10m 32,8s. Привидна величина (магнитуда) објекта NGC 4149 износи 13,2 а фотографска магнитуда 14,1. NGC 4149 је још познат и под ознакама NGC 4154, UGC 7167, CGCG 292-76, MCG 10-17-155, IRAS 12080+5834, PGC 38741.